# 문지현 (아나운서)
문지현(1992년 11월 2일 ~ )은 대한민국 YTN 및 YTN사이언스 아나운서이다. (YTN 24)

## 학력
- 화학공학과 졸업[1]

## 경력사항
- YTN · YTN사이언스 아나운서 (2019년 ~ 현재) (YTN 24)
- 안동MBC 아나운서 (2017년 ~ 2018년)

## 방송
- YTN 《굿모닝 와이티엔》 (YTN 24)
- YTN 《뉴스출발》 (YTN 24)
- YTN 《YTN 뉴스와이드》 (YTN 24)
- YTN 《YTN 24》 (YTN 24)
- YTN사이언스《사이언스 투데이》
- YTN사이언스《맑은 공기 숨편한 대한민국》
- YTN사이언스《비욘드아이》
- YTN사이언스《녹색의 꿈》
- YTN사이언스《세상의 모든 이야기》

## 여담
- 2021년 10월 23일 이호재 감독과 결혼